# Бошт
45°24′ пн. ш. 15°30′ сх. д. / 45.40° пн. ш. 15.5° сх. д.
Бошт (хорв. Bošt) — населений пункт у Хорватії, у Карловацькій жупанії у складі міста Дуга Реса.

## Населення
Населення за даними перепису 2011 року становило 62 осіб.
Динаміка чисельності населення поселення: